# تخاريون
كان التخاريون أو الطخاريون (/təˈkɛəriənz/ أو /təˈkɑːriənz/؛ بـالصينية: 吐火罗؛ بينيين: Tǔhuǒluó) هم المتحدثون بـاللغات التخارية في منطقة حوض تاريم (الموجودة حاليًا في منطقة شينجيانغ، في الصين). وقد حلت اللغة الهندية الأوروبية التي كان يتحدثها التخاريون محل اللغات التركية التي كانت تتحدثها قبائل الأويغور حوالي عام 800 ميلادي.
تعتبر حضارة أفاناسيفو مرشحًا قويًا لكونها أول سجل أثري لمتحدثي اللغات التخارية.

## التسمية
في بداية القرن العشرين تقريبًا، استعاد العلماء عددًا من المخطوطات من الواحات في حوض تاريم المكتوبة بلغتين من اللغات الهندية الأوروبية المرتبطة ارتباطًا وثيقًا ولكنها لم تكن معروفة من قبل.
كما تمت استعادة نص آخر من نفس المنطقة، وهو عمل بوذي في اللغة التركية القديمة، والذي اشتمل على بيانات في نهاية المخطوطة تفيد أن النص المترجم من اللغة السنسكريتية إلى اللغة التوكسرية "toxrï" التي افترضها، فريدريك دبليو كي مولر (Friedrich W. K. Müller)، كان واحدًا من اللغات المكتشفة حديثًا.
سمى مولر هذه اللغات «التخارية» (بالألمانية Tocharisch)، رابطًا هذه اللغة توكسري بالاسم الإثني توخاروي (Tókharoi) ((بالإغريقية: Τόχαροι)‏، بطليموس السادس والحادي عشر، من القرن الثاني بعد الميلاد) والتي نشرها سترابو (Strabo) في واحدة من قبائل سكوثيون التي اجتاحت المملكة البكترية الإغريقية (التي تتمثل اليوم في أفغانستان-باكستان) في النصف الثاني من القرن الثاني قبل الميلاد.
واشتق هذا المصطلح من اللغات الهندية الإيرانية (قارن الفارسية القديمة tuxāri- اللغة الساخية ttahvāra والسنسكريتية tukhāra)، عادة ما يشير أصل المصطلح تخارستان (Tokharistan) إلى منطقة باختر في الألفية الأولى وكذلك ولاية تخار في أفغانستان. وغالبًا ما ربط علماء العصر الحديث كلمة توخاروي بقبيلة يوزهي (Yuezhi) الموجودة في الروايات التاريخية الصينية، الذين أسسوا إمبراطورية كوشان. ويعرف عن هؤلاء الناس الآن أنهم يتحدثون الباخترية، وهي لغة من اللغات الإيرانية الشرقية وهي مختلفة تمامًا عن اللغات التخارية، ويعتبر الآن تعريف مولر ذا مكانة غير هامة بين العلماء. ومع ذلك تبقى كلمة «التخارية» هي المصطلح القياسي للغات مخطوطات حوض تاريم وللشعب الذي أنتجها.
تُعرف اللغتان باسم اللغة التخارية «أ» (وأيضًا باللغة التخارية الشرقية أو التورفانية (Turfanian)، المشتقة من اسم مدينة تورفان) واللغة التخارية «ب» (وأيضًا باللغة التخارية الغربية أو الكوشية (Kuchean)، المشتقة من اسم مدينة كوشا).
ربما كان الاسم الأصلي للتُخاريين التاريخيين من القرن السادس حتى القرن الثامن، حسب جى بي مالوري (J. P. Mallory) هو kuśiññe أو "Kuchean" (اللغة التخارية «ب»)، نسبة لمملكة كوشا وأغني، واسم ārśi (اللغة التخارية «أ»)، وهو واحد من النصوص التخارية «أ» التي تمتلك ārśi-käntwā, «في لسان Arsi» (ربما يتصل اسم ārśi بـargenteus، أي «المشرق أو اللامع»). حسب دوجلاس كيو آدامز (Douglas Q. Adams)، ربما أطلق التخاريون على أنفسهم اسم ākñi، وهذا يعني «من يعيشون على الحافة أو المتظاهرون».

## السكان الأوائل لحوض تاريم
يزعم جى بي مالوري وفيكتور هنري ماير (Victor H. Mair) أن اللغات التخارية دخلت إلى أحواض تاريم وتورفان من حضارة أفاناسيفو إلى الشمال مباشرة من منطقتهم. تعرض حضارة أفاناسيفو (في الفترة 3500–2500 قبل الميلاد تقريبًا) العلاقات الثقافية والتاريخية مع الحضارات المرتبطة باللغات الهندية الأوروبية في سهوب آسيا الوسطى ومع ذلك كان العرض السابق لـحضارة أندرونوفو المرتبطة باللغات الهندية الإيرانية على وجه التحديد (تقريبًا في الفترة 2000–900 قبل الميلاد) كافيًا لعزل اللغات التخارية عن الابتكارات اللغوية في الهندية الإيرانية مثل خط الحدود "Centum-satem isogloss".

### مومياوات تاريم
تم العثور على مومياوات حوض تاريم (1800 قبل الميلاد) في نفس المنطقة الجغرافية العامة التي عُثر فيها على النصوص المكتوبة بـالتخارية واللوحات الجصية من منطقة حوض تاريم (من القرن الثالث حتى التاسع الميلادي)، ويتصل كلاهما بأصل هندي أوروبي ويشير إلى أنواع القوقازين أصحاب العيون الفاتحة والشعر الأشقر. ومع ذلك لم يُعرف ما إذا كان هناك علاقة بين المومياوات واللوحات الجصية أم لا.
في عام 2008، تم اكتشاف بقايا ذكر آخر بالقرب من مدينة تورفان. ويعتقد الباحثون أن يكون أحد أفراد حضارة جوشي (Gushi culture)، حيث دُفن الرجل مع عدد من الأشياء العملية والخاصة بالطقوس، بما في ذلك معدات الرماية وقيثارة، و789 غرامًا من القنب الهندي. ومن خلال التحليل الجيني وتحديد العمر العضوي للرجل، يرجع تاريخ دفنه إلى حوالي 700 عام قبل الميلاد. ولكن احتوى قبرين فقط من أصل 500 قبر على القنب الهندي، مما قاد الباحثين إلى الإشارة بأن هذين الشخصين كان لهما ممارسات شامانية.
في عام 2009، تم تحليل بقايا 30 شخصًا عُثر عليها في مجمع مقابر شياوخه لتحديد علامات الكروموسوم Y والحمض النووي للميتوكوندريا. ويُقترح أنه كان هناك سكان ممزوجين من أصول غربية وشرقية يعيشون في منطقة حوض تاريم منذ بداية العصر البرونزي. وكانت ذرية شعب شياوخه من ناحية الأم في الغالب من سلالة الهابلوغروب C الشرق آسيوية بأعداد قليلة من H وK، في حين كانت ذريته من ناحية الأب بالكامل من سلالة R1a1a الأوروبية الآسيوية الغربية. ولكن الموقع الجغرافي لهذا المزيج غير معروف، بيد أنه من المرجح أن يكون جنوب سيبيريا.

### اليوزهي
تصف، السجلات التاريخية للمؤرخ الغربي سيما كيان (Sima Qian) من سلالة هان، قوم يدعون اليوزهي الذين عاشوا بين جبال كيليان ودونهوانغ، حتى طردتهم أسرة هان في القرن الثاني قبل الميلاد. ويُقال أن الأغلبية (اليوزهي الأعظم) انتقلوا إلى الغرب وغزوا مدينة باختر (باللغة الصينية: 大夏 Dàxià)، في حين لجأت المجموعة الأصغر (اليوزهي الأقل) إلى «الجبال الجنوبية».
غالبًا ما يرتبط اليوزهي الأعظم بقبيلةتوخاروي التي ذكرها المؤرخون اليونانيون. وقد ربطهم أيضًا مجموعة قليلة من العلماء بالتخاريين. وبناءً على مقارنة الأسماء التي استخدمها المؤلفون القدماء، قال كريستوفر بيكويث أن هؤلاء الناس كانوا في الأصل ناطقين للغة التخارية الذين تحولوا إلى اللغة الإيرانية بدخولها للمنطقة. وادعى أن الحرف الأول من أسمائهم، 月، عادة ما يُقرأ باللغة الصينية القديمة ‎*ŋʷjat‏ > Mod. ويمكن أن تنطقyuè، باللهجة الشمالية الغربية القديمة *tokwar أو *togwar، وهو شكل يشبه الاسم الباختري Toχοαρ (Toχwar ~ Tuχwar) والشكل الموجود في القرون الوسطى هو Toχar ~ Toχâr.

## اللغة

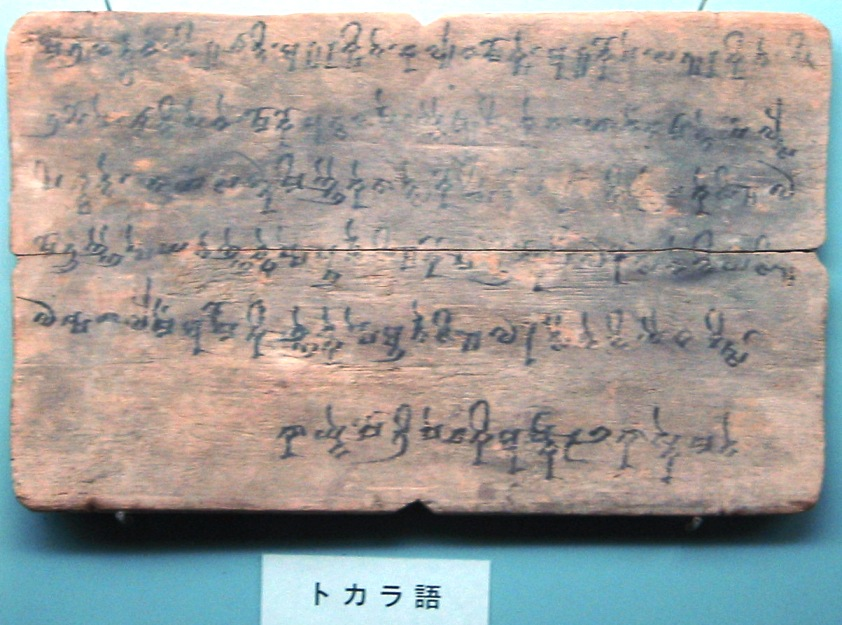
لوحة خشبية عليها نقوش بـاللغة التخارية. مملكة كوشا، بـالصين، من القرن الخامس حتى الثامن. متحف طوكيو الوطني.

يبدو أن التخاريون كانوا يتحدثون في الأصل لغتين مختلفتين من عائلة اللغات التخارية الهندية الأوروبية، وهما شكل شرقي («أ») وشكل غربي («ب»). ووفقًا للبعض، يمكن للشكل الشرقي («أ») أن يسمى حقًا بـ«اللغة التخارية»، كما يُشار إلى الاسم الأصلي للشكل الغربي بـاللغة التخارية (انظر أدناه). تتشارك اللغة التخارية سمات مشتركة مع جميع اللغات الهندية الأوروبية الأخرى، وهو الأمر الذي لا يساعد في تحديد الجار الأقرب. ومع ذلك، وضعتها تقريبًا جميع العمليات الإحصائية المعجمية كجار قريب من لغة الحيثيين، والتي تتشارك معها، على سبيل المثال، غياب النطق الحنكي، وهي سمات مشتركة بين الدول الإقليمية المجاورة مثل الهندية والإيرانية.
يبدو أن اللغة التخارية «أ» الخاصة بالمناطق الشرقية تراجعت في الاستخدام كلغة شعبية أو كلغة أم أسرع مما فعلت اللغة التخارية «ب» الخاصة بالمناطق الغربية، حيث إنها كانت أكثر انعزالاً عن التأثيرات اللغوية الخارجية. ويبدو أن اللغة التخارية «أ» أصبحت في النهاية لغة مقدسة، فلم تعد لغة فعالة، وفي نفس الوقت كانت اللغة التخارية «ب» لا يزال يتم التحدث بها على نطاق واسع في الحياة اليومية. ومن بين أديرة الأراضي التي يسكنها متحدثو اللغة التخارية «ب»، يبدو أن متحدثي اللغة التخارية «أ» قد استخدموها في الطقوس الشعائرية مع متحدثي اللغة التخارية «ب» في الحياة اليومية.[بحاجة لمصدر]

## الدور التاريخي
كان للتخاريين، الذين يعيشون على طول طريق الحرير، اتصالات مع الصينيين والفرس والهنود والقبائل التركية. وقد تبنوا الديانة البوذية والتي جاءت، مثل أبجديتهم، من شمال الهند في القرن الأول من الألفية الأولى، من خلال حملات التبشير التي قادها الرهبان الكوشان. ويبدو أن الكوشان والتخاريين قد لعبوا دورًا في انتقال طريق الحرير من البوذية إلى الصين. كما يبدو أن العديدين قد مارسوا بعض الأشكال المختلفة من الديانة المانوية.
عاشت عناصر الثقافة التخارية، التي حمتها صحراء تكلامكان من سهول البدو، حتى القرن السابع، مع وصول المهاجرين الأتراك من انهيار خاقانية الأويغور التي تعتبر منغوليا في العصر الحديث.